# Lillevi Bergman
Lillevi Margareta Bergman, född 31 augusti 1944 i Brännkyrka församling, Stockholm, död 21 december 1985 i Tyresö församling, var en svensk skådespelare.
Bergman hade en kort filmkarriär under 1960-talets första hälft. Hon debuterade 1962 i Gunnar Hellströms Chans där hon spelade huvudrollen som den 16-åriga Mari Andersson. Hennes rollprestation möttes av beröm och hon spåddes en framtid inom filmbranschen. Hon gjorde sin andra och sista filmroll i 1964 års Blåjackor.
Bergman är begravd på Skogskyrkogården i Stockholm.

## Filmografi
- 1962 – Chans
- 1964 – Blåjackor

### Fotnoter
1. 1 2 3  ”Lillevi Bergman”. Svensk Filmdatabas. http://sfi.se/sv/svensk-filmdatabas/Item/?type=PERSON&itemid=66488&ref=%2ftemplates%2fSwedishFilmSearchResult.aspx%3fid%3d1225%26epslanguage%3dsv%26searchword%3dLillevi+Bergman%26type%3dPerson%26match%3dBegin%26page%3d1%26prom%3dFalse. Läst 11 oktober 2012.
2. ↑  ”Chans”. Svensk Filmdatabas. http://www.sfi.se/sv/svensk-filmdatabas/Item/?itemid=4651&type=MOVIE&iv=Comments. Läst 10 mars 2013.
3. ↑  SvenskaGravar